# Cantonul Tours-Ouest
Cantonul Tours-Ouest este un canton din arondismentul Tours, departamentul Indre-et-Loire, regiunea Centru, Franța.